# Теодор Курціус
Теодор Курціус (нім. Julius Wilhelm Theodor Curtius; 27 травня 1857 — 8 лютого 1928) — німецький хімік.

## Життєпис
Курціус вивчав хімію в Гайдельберзькому та Лейпцизький університетах. У 1882 році захистив докторську диссертацію. Габілізувався в 1886 році в Ерлангенському університеті. Служив професором в Кільському університеті в 1889—1897 роках, напротязі року в Боннському університеті. Був членом Гайдельберзької, прусської і Баварської академії наук.
Курціус займався дослідженням азотів, і відкрив гідразин, азидну кислоту та діазоз'єднання.
Курціус захоплювався музикою, писав пісні та співав, а також був активним альпіністом. Разом з другом і колегою Едуардом Бюхнером в 1893 році заснував кільське відділення Німецького альпійського союзу. Похований на гайдельберзькому кладовищі Бергфрідгоф. Племінник Теодора Курціуса — політик Юліус Курціус.